# Droga krajowa nr 128 (Kostaryka)
Droga krajowa nr 128 (hiszp. Ruta Nacional Secundaria 128/Ruta 128) – jedna z dróg krajowych w Kostaryce. Znajduje się ona w prowincjach Heredia.

## Opis
W prowincji Heredia droga krajowa nr 128 przebiega przez kanton Barva (przez dystrykty San Pedro, San Pablo i San Roque) oraz kanton Santa Bárbara (przez dystrykty Santa Bárbara de Heredia i Jesús de Santa Bárbara).